# Newport (Essex)
Newport ist eine Gemeinde (Civil Parish) mit rund 2000 Einwohnern im District Uttlesford in der Grafschaft Essex in England.

## Lage und Klima
Die Stadt befindet sich auf dem Westufer des Flusses Cam ca. 27 km (Fahrtstrecke) südlich von Cambridge bzw. ca. 70 km nördlich von London in einer Höhe von ca. 55 m. Das Klima wird in hohem Maße von der ca. 60 km (Luftlinie) entfernten Nordsee beeinflusst, Regen (ca. 700–800 mm/Jahr) fällt übers Jahr verteilt.

## Geschichte
Man vermutet die Existenz einer Siedlung mit Namen Wigingamere in der Zeit Edward des Älteren (reg. 899–924), doch ist die erste zuverlässige Quelle das Domesday Book aus dem Jahr 1086. Im Ort gab es einen nicht unbedeutenden Markt, der jedoch um 1300 in den Nachbarort Saffron Walden verlegt wurde.

## Wirtschaft
Lange Zeit waren die Herstellung und Weiterverarbeitung von Wolle und Leder von großer Bedeutung, doch dominieren mittlerweile die Feldwirtschaft und das Mälzen von Getreide.

## Sehenswürdigkeiten
- Zwei Bierkneipen (Public Houses) aus dem 17. Jahrhundert sind die meistbesuchten Sehenswürdigkeiten des Ortes – das Coach and Horses Inn und das White Horse Inn.
- Der Bau der Kirche St Mary the Virgin begann im 13. Jahrhundert, doch zog sich ihre Fertigstellung infolge von Umbauten über 300 Jahre hin. Infolge eines Blitzschlags musste der Glockenturm in den Jahren 1858/59 erneuert werden. Die dreischiffige Kirche ist als Grade-I-Bauwerk anerkannt.[1]

Umgebung
- Sehenswert ist auch Audley End House, ca. 4,5 km nördlich, ein im 12. Jahrhundert als Benediktinerabtei gegründetes Herrenhaus, das jedoch im Elisabethanischen Stil umgebaut wurde.

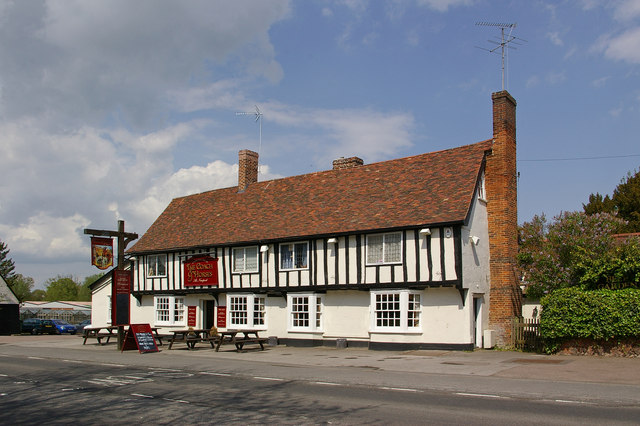
Coach and Horses Inn
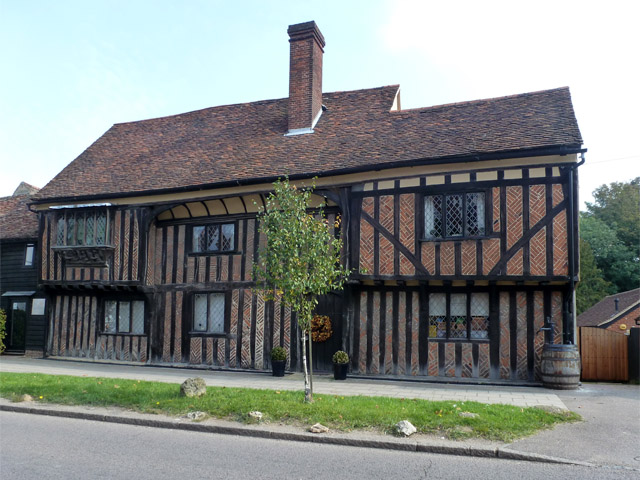
Fachwerkhaus Monks Barn
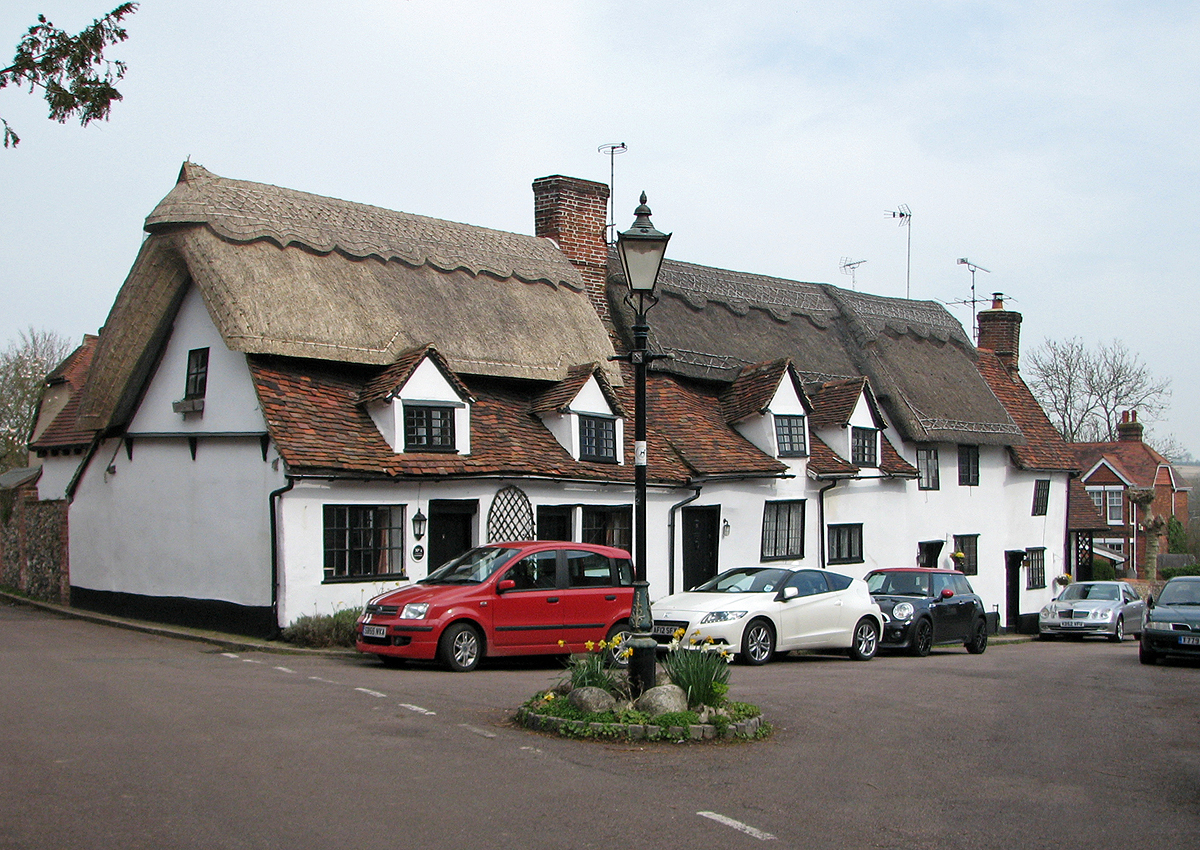
Cottages in der Church Street